# Kurza Góra
Kurza Góra (prononciation : [ˈkuʐa ˈɡura]) est un village polonais de la gmina de Kościan dans le powiat de Kościan de la voïvodie de Grande-Pologne dans le centre-ouest de la Pologne.
Il se situe à environ 2 kilomètres au sud-est de Kościan (siège de la gmina et du powiat) et à 40 kilomètres au sud-ouest de Poznań (capitale régionale).
Le village possédait une population de 850 habitants en 2006.

## Histoire
De 1975 à 1998, le village faisait partie du territoire de la voïvodie de Leszno.

Depuis 1999, Kurza Góra est situé dans la voïvodie de Grande-Pologne.